# Битва под Кумановом
Би́тва под Кума́новом (серб. Кумановска битка) — сражение между сербскими и турецкими войсками возле Куманово в Македонии с 23 по 24 октября 1912 года в ходе Первой Балканской войны.

## Планы сторон и стратегическое развертывание
Накануне войны сербское командование во главе с Радомиром Путником предусматривали наступление главных сербских сил, объединённых в Первую армию, в Вардарскую долину. В то же время Вторая армия (под командованием Степы Степановича) и Третья армия (под командованием Божидара Янковича) должны были обойти основные османские силы с востока и запада соответственно.
Османский главнокомандующий решил нанести удар по противнику в самом начале войны, тем самым перехватив инициативу, задержав наступление союзников и открыв возможность дипломатического окончания войны. В первые дни войны турецкая Вардарская армия двинулась на север от оборонительной позиции у Овче Поле, чтобы встретить наступающие сербские войска.
Первая сербская армия перешла границу у Вранье 20 октября, в день вступления Сербии в войну, и вечером 22 октября была севернее Куманово. Сербское командование не предполагало, что близко, в долине реки Пчиня, находятся значительные османские силы, и не принимало никаких мер по укреплению своих позиций.
В ночь с 22 на 23 октября османский 6-й корпус двинулся севернее Пчини и занял холм Зебарняк. На его левом фланге находился 7-й корпус, а на правом — 5-й корпус, который прикрывали дорогу из Страчина против Второй союзной армии.

## Ход сражения

Бои 23 октября
Утро 23 октября было туманным, что затрудняло видимость. Части сербского левого фланга заметили движение войск 17-й османской дивизии, но решили, что это батарея, отступающая из Страчина. В попытке её захватить они столкнулись с превосходящими силами противника и отошли. Османское командование расценило это как слабость сербского левого фланга и, воспользовавшись отсутствием активных сербских действий у Страчина, Зеки-паша приказал атаковать.
В 11 часов части 5-го и 6-го корпусов атаковали позиции сербской Дунайской дивизии. Атака сначала была успешной, но османское командование задержало её, ожидая подкрепления, что позволило сербам перегруппироваться после внезапной атаки и укрепить свои позиции.
Около 12:00 7-й турецкий корпус начал атаку на позиции Моравской дивизии, но внезапного удара нанести не смог, так как о начале боя сербы узнали по звукам артиллерийского огня в восточном секторе. Сербские части контратаковали, и турки были отброшены на исходные позиции, где до конца дня удерживались артиллерийским огнем.
В течение дня сербское командование не получало четких сведений о боевых действиях и поэтому три дивизии второго эшелона — резервная Дунайская, Дринская дивизия и резервная Тимошкская дивизии, а также основная часть артиллерии, в бой не вводились. К концу дня сербское командование продолжало считать, что перед ними второстепенные турецкие силы, и оставило приказ продолжать наступление в соответствии с первоначальным планом.

Бои 24 октября
Около 5:30 утра 24 октября османское командование начало новое наступление на обоих флангах. На восточном фланге была предпринята новая попытка обхода, но к 10 часам в бой была введена резервная Дунайская дивизия, а сербская кавалерийская дивизия со своей стороны обошла турок у холма Сиртевица. К 12 часам дня наступление османских войск на восточном участке было полностью остановлено.
В ночь с 23 на 24 октября дивизия Скопье, находившаяся на левом турецком фланге, потеряла большую часть своего состава, который массово дезертировал после поступления сведений о захвате Приштины 3-й сербской армией и её наступлении в сторону Скопье. Однако в 5:30 7-й корпус начал наступление на Моравскую дивизию. В 6 часов утра в бой вступает резервная Тимошкская дивизия, и сербы переходят в контрнаступление.
В 9:30 резервная Дринская дивизия начала наступление на центральном участке фронта. Около 11:00 османская дивизия Битола начала отступать, и командир 6-го турецкого корпуса ввел в бой свои последние резервы, чтобы остановить наступление сербов. В 13:00 Дринская дивизия захватила холм Зебарняк, главный укрепленный пункт турецкой обороны, после чего османские войска стали в беспорядке отступать в сторону Скопье, Штипа и Велеса. Около 15:00 сербские войска вошли в Куманово.

## Итоги
Кумановская битва стала решающим фактором в исходе войны в регионе. Османский план наступательной войны потерпел неудачу, и Вардарская армия была вынуждена покинуть большую территорию и потеряла значительное количество артиллерийских орудий без возможности подкрепления, потому что пути снабжения из Анатолии были перерезаны.
Турецкая армия не смогла организовать оборону на реке Вардар и была вынуждена покинуть Скопье, отступив до самого Прилепа. Сербская Первая армия продвигалась медленно и 26 октября вошла в Скопье. Двумя днями позже она была усилена резервной Моравской дивизией, а остальная часть 3-й армии была направлена в западное Косово, а затем через северную Албанию на Адриатическое побережье. Вторая армия была отправлена на помощь болгарам при осаде Адрианополя, в то время как Первая армия готовилась к наступлению на Прилеп и Битолу.